# 하드록 스타디움

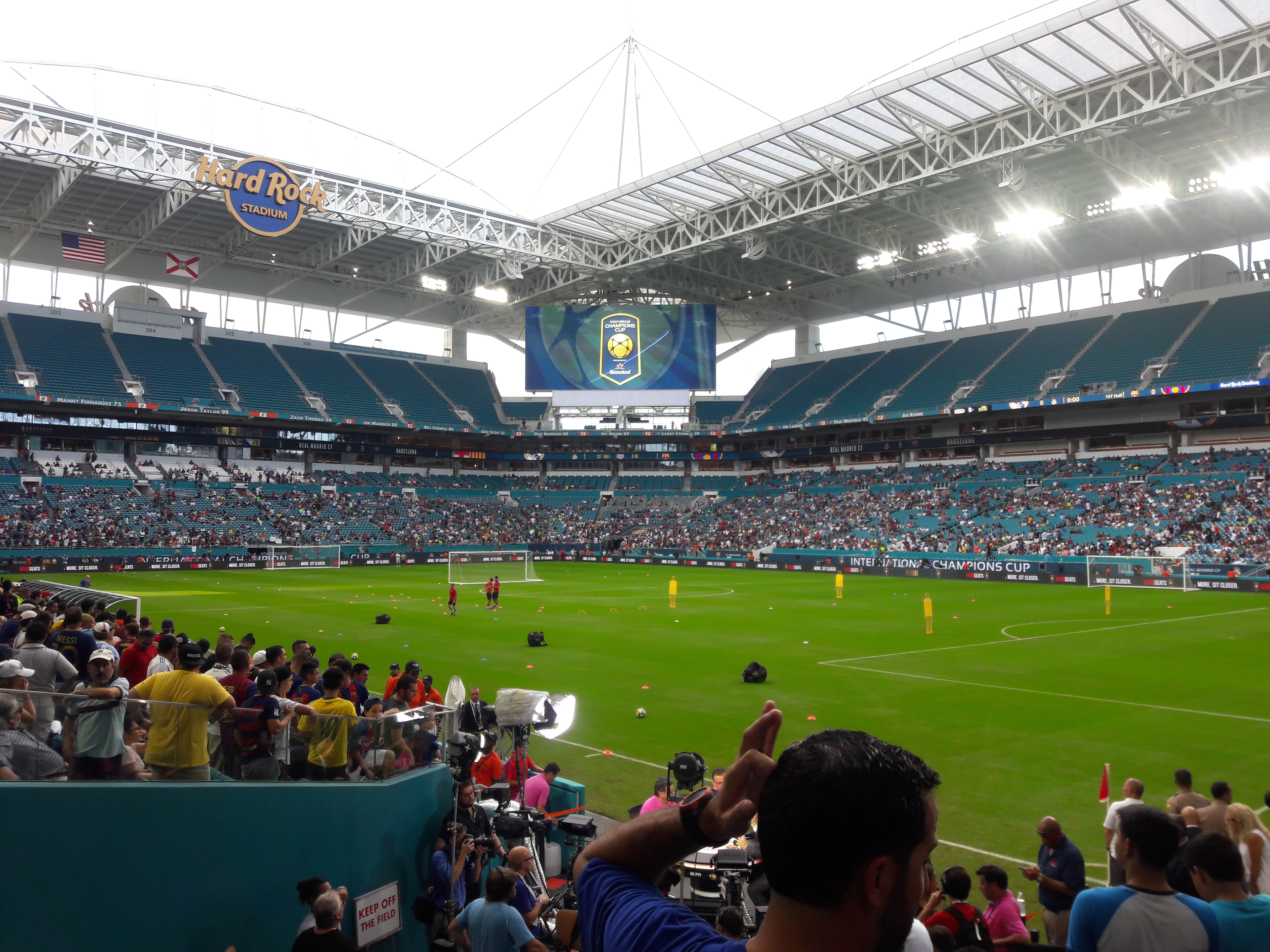
하드록 스타디움

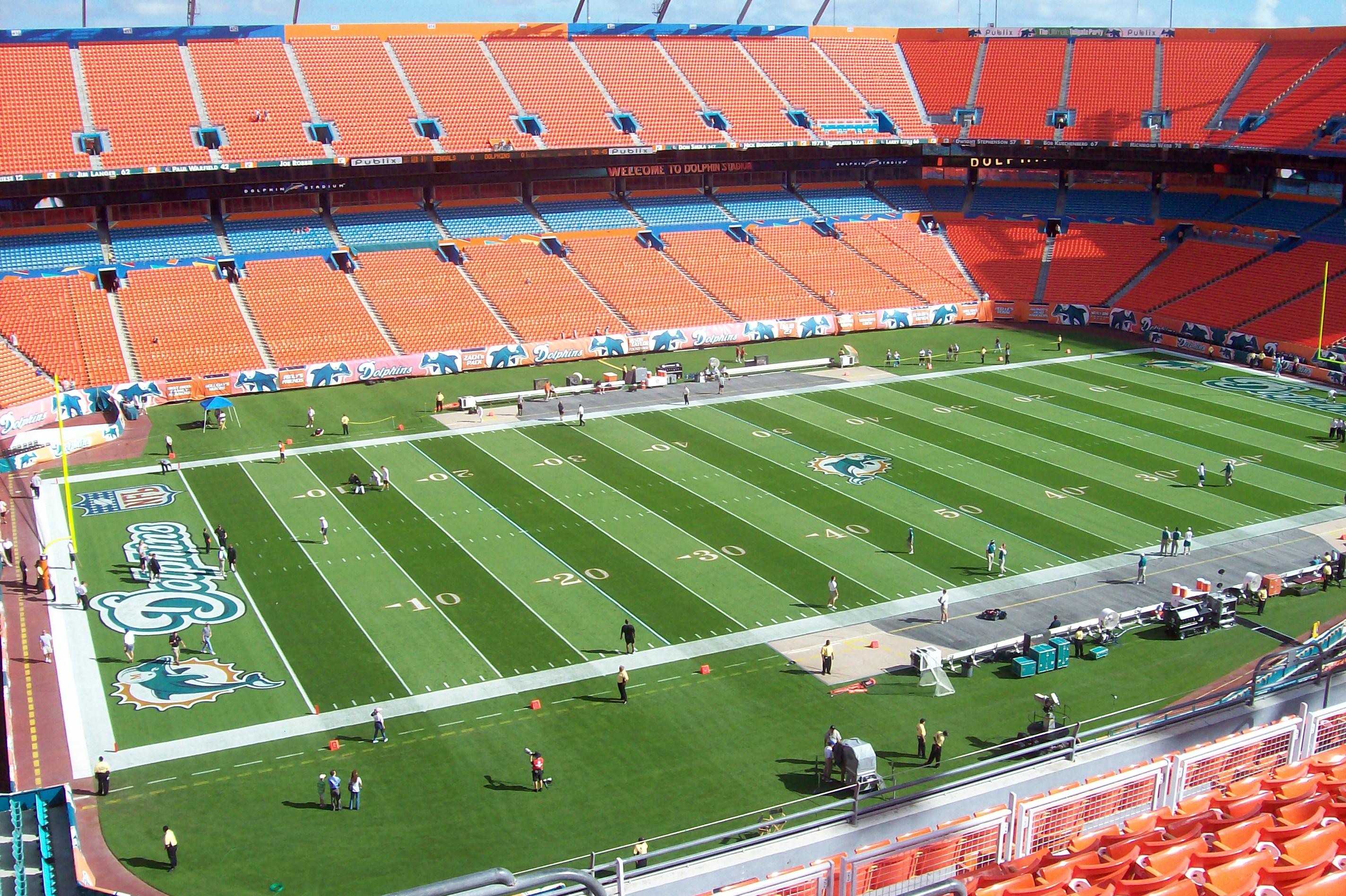
돌핀 스타디움

하드록 스타디움(Hard Rock Stadium)은 미국의 종합경기장으로, 현재 NFL 마이애미 돌핀스의 홈구장이다. 야구 경기 시 36,331명을 수용할 수 있고, 축구 경기 시 74,916명, 풋볼 경기 시 75,540명을 수용할 수 있는 거대 경기장이다.
2009년 월드 베이스볼 클래식 당시 사용되기도 하였으며, 조 로비 스타디움, 프로 플레이어 스타디움, 돌핀 스타디움, 랜드샤크 스타디움 등으로 불리기도 하였다. 2010년 선라이프와 명명권을 계약하여 선라이프 스타디움으로 바뀌었으나 2016년 계약이 만료되었다.
2012년 4월 1일, WWE 레슬매니아 28이 열린 경기장이기도 하다. 당시 입장관객수는 78,363명. 슈퍼볼을 6번이나 개최한 구장이지만, NFL이 경기장 시설을 업그레이드하지 않으면 더 이상 슈퍼볼 개최권을 주지 않겠다고 하면서 좌석을 교체하고 지붕을 새로 설치하는 리노베이션 공사를 하였다.